# Mechanický pomeranč (film)
Mechanický pomeranč je anglický barevný film z roku 1971 napsaný, režírovaný a produkovaný Stanleyem Kubrickem. Je založený na stejnojmenném románu Anthony Burgesse. Film je dramatem s prvky science fiction o lidských sklonech k násilí.

## Děj
Film se odehrává v blízké budoucnosti v Anglii. Hlavní postavou je mladík Alex, mezi jehož hlavní životní záliby patří klasická hudba (zvláště Beethoven), znásilňování žen a násilné chování vůbec. Vede malou skupinku násilníků, s nimiž se (pod vlivem stimulujících drog) vydává terorizovat náhodné oběti. Po jedné loupežné vraždě je chycen policií a odsouzen na 14 let do vězení. Po dvou letech podstoupí experimentální terapii, která u něho způsobí averzi k násilí, sexu a jako nezamýšlený vedlejší efekt i k Beethovenově Deváté symfonii. Touto metodou se vláda snaží najít řešení problému násilí.
Po vyléčení Alex není schopen násilného a sexuálně motivovaného jednání, pouhá představa u něho vyvolává fyzickou nevolnost, která mu brání jednání realizovat. Stejné důsledky má pro Alexe i poslech Beethovenovy Deváté symfonie. Po propuštění z léčení je Alex odmítnut rodiči, kteří jeho pokoj pronajali muži, jenž s nimi žije a svým způsobem jim nahrazuje nezdárného syna. Alex při cestě městem potkává některé ze svých bývalých obětí a dva své bývalé druhy. Ti se však stali policisty a Alexe téměř utopí. Poté se Alex dostane do moci protivládních aktivistů, kteří ho hodlají využít k diskreditaci vlády. Jeden z nich však je zároveň Alexovou obětí, a proto ho mučí poslechem Beethovenovy Deváté. Alex se neúspěšně pokusí spáchat sebevraždu skokem z okna.
Po dlouhé léčbě v nemocnici to vypadá, že Alex se vrátil do svého původního stavu před léčbou jeho násilných sklonů, neboť násilné a sexuální představy se mu již nepříčí. Ministr vnitra, který ho původně osobně vybral do terapie, se mu omluví a nabídne mu práci pro vládu, pokud Alex vládě pomůže opět získat podporu veřejnosti, která vládě zazlívala důsledky experimentální terapie, jež vyústila v Alexův pokus o sebevraždu. Alex souhlasí a film končí zobrazením jeho surrealistické představy, v níž se oddává sexu s ženou na sněhu. Je obklopen muži oblečenými ve viktoriánském stylu, kteří mu aplaudují, a v pozadí zní Beethovenova Devátá symfonie.

## Obsazení
| Malcolm McDowell | Alex Burgess (Alex DeLarge) |
| Warren Clarke    | Dim                         |
| John Savident    | spiklenec                   |
| David Prowse     | Julian                      |
| James Marcus     | Georgie                     |
| Carl Duering     | Dr. Brodsky                 |
| Patrick Magee    | Mr. Alexander               |